# Hiệu kỳ Đài Bắc Trung Hoa

Quốc kỳ Trung Hoa Dân Quốc

Hiệu kỳ Thế vận hội của Đài Bắc Trung Hoa, còn có tên là Mai Hoa Kỳ (tiếng Trung: 梅花旗; bính âm: Méihuāqí, nghĩa: "Lá cờ hoa mai") được sử dụng bởi đoàn thể thao Trung Hoa Dân Quốc (Đài Loan), khi họ thi đấu với danh xưng "Đài Bắc Trung Hoa" tại các kỳ Thế vận hội, Á vận hội cũng như các sự kiện thể thao khác, thay cho quốc kỳ của Trung Hoa Dân Quốc là "Thanh Thiên Bạch Nhật Mãn Địa Hồng". Đây là kết quả của một mối quan hệ phức tạp ở hai bờ eo biển Đài Loan giữa Trung Hoa Dân Quốc (Đài Loan) và Cộng hòa Nhân dân Trung Hoa (Trung Quốc). Lá cờ này đã được sử dụng từ năm 1981, sau quyết định của Ủy ban Olympic Quốc tế rằng Trung Hoa Dân Quốc sẽ không được thi đấu dưới tên và cờ của quốc gia mình nữa.
Do lệnh cấm này, quốc ca của Trung Hoa Dân Quốc cũng sẽ không được bật khi các vận động viên nước này đoạt được huy chương, vì vậy, thay vào đó, quốc kỳ ca của Trung Hoa Dân Quốc sẽ được bật trong lễ thượng cờ Đài Bắc Trung Hoa như một quốc thiều thay thế.
Lá cờ thể hiện Thanh Thiên Bạch Nhật (biểu tượng của Trung Hoa Dân Quốc và Quốc dân Đảng) cùng với năm vòng tròn Olympic, được bao quanh bởi một bông hoa mai năm cánh (quốc hoa của Trung Hoa Dân Quốc) được vẽ bằng màu đỏ, trắng và xanh dương (các màu sắc trên quốc kỳ Trung Hoa Dân Quốc).
Ngoài việc sử dụng trong Thế vận hội, một số công ty và tập đoàn hoạt động ở Trung Quốc đại lục sử dụng lá cờ này thay cho cờ Trung Hoa Dân Quốc để đại diện cho Đài Loan vì Cộng hòa Nhân dân Trung Hoa không công nhận Trung Hoa Dân Quốc (hay Đài Loan) là một quốc gia độc lập.

## Vụ kiện lên tòa án về quyết định từ IOC
IOC thông qua Nghị quyết Nagoya vào tháng 11 năm 1979 kêu gọi "Ủy ban Olympic Trung Hoa Dân Quốc" đổi tên thành "Ủy ban Olympic Đài Bắc Trung Hoa" và thông qua một quốc kỳ và quốc ca mới nếu họ muốn tham gia Thế vận hội. Đài Loan tất nhiên hoàn toàn không đồng ý với quyết định này và họ đã khởi kiện chính IOC tại Thụy Sĩ. Họ tuyên bố rằng các điều kiện liên quan đến tên, cờ và quốc ca của mình đã vi phạm các điều 6, 64 và 66 của Hiến chương Olympic. Tuy nhiên, mặc dù kháng cáo phán quyết ban đầu của tòa án, Đài Loan đã không thành công. Vào ngày 15 tháng 1 năm 1980, một tòa án tại Thụy Sĩ đã bác bỏ nỗ lực của Trung Hoa Dân Quốc để duy trì phong trào Olympic dưới cái tên tiếng Anh là "Republic of China" (viết tắt là "ROC").
Sau một loạt sự phản đối gay gắt, Đài Loan đành phải chính thức chấp nhận thỏa hiệp vào năm 1981, và đảo quốc này đã tham gia tranh tài ở Thế vận hội Mùa đông 1984 tại thủ đô Sarajevo, Bosna và Hercegovina (lúc đó trực thuộc Nam Tư cũ), dưới danh xưng Đài Bắc Trung Hoa, tiếng Anh là "Chinese Taipei" (viết tắt là "TPE"), sử dụng Mai Hoa Kỳ và quốc kỳ ca thay cho quốc kỳ và quốc ca.

## Các hiệu kỳ khác
Đối với các sự kiện thể thao quốc tế và liên kết với Thế vận hội khác, Đài Loan đã sử dụng các biến thể dựa trên lá cờ gốc:
- Lá cờ Paralympic (Thế vận hội Người khuyết tật) thay thế các vòng tròn Olympic bằng biểu tượng của Ủy ban Paralympic Quốc tế
- Lá cờ Deaflympic (Thế vận hội Người khiếm thính) thay thế các vòng tròn Olympic bằng biểu tượng Deaflympics. Thay vào đó, phiên bản trước đây có hình con rồng Trung Hoa màu xanh lá và dòng chữ "Đài Bắc Trung Hoa"
- Lá cờ được dùng trong bóng đá thay thế các vòng tròn Olympic bằng thái cực đồ (biểu tượng âm và dương), với các chấm đen và trắng được thay thế bằng các quả bóng đá.
- Lá cờ Universiade (Đại hội Thể thao Sinh viên thế giới) thay thế các vòng tròn Olympic bằng chữ U (từ biểu trưng của FISU) và có nền màu xanh lam điện.
- Lá cờ được dùng trong bóng chuyền thay thế các vòng tròn Olympic bằng hình ảnh cách điệu một vận động viên bóng chuyền và tên viết tắt bằng tiếng Anh của Hiệp hội bóng chuyền Đài Bắc Trung Hoa.

## Hình ảnh các hiệu kỳ

Thế vận hội Người khuyết tật
Thế vận hội Người khiếm thính
Đại hội Thể thao Sinh viên thế giới
Bóng đá
Bóng chuyền
Thể thao điện tử
Cuộc thi FIRST Robotics
Cuộc thi WorldSkills

### Hiệu kỳ cũ

Thế vận hội (1981–1986)
Thế vận hội (1986–2010)
Thế vận hội Người khuyết tật (1994–2004)
Thế vận hội Người khuyết tật (2004–2019)
Thế vận hội Người khiếm thính (1997–2019)
Bóng đá (trước 2006)
Bóng đá (2006–2012)
Bóng đá (2006–2012), phiên bản phụ